# La Chute de cheval
La Chute de cheval est un récit romanesque de Jérôme Garcin publié en février 1998 aux éditions Gallimard et ayant reçu le prix Roger-Nimier la même année.

## Résumé
Le récit est une autobiographie où l'auteur évoque ses souvenirs, depuis la chute de cheval mortelle de son père jusqu'à cette passion de l'univers équestre qui est la sienne.

## Éditions
- La Chute de cheval, éditions Gallimard, 1998  (ISBN 224649351X).
- La Chute de cheval, coll. « Folio », éditions Gallimard, 2000, 192 p.  (ISBN 978-2070412310).
- La Chute de cheval, coll. « La Bibliothèque Gallimard », éditions Gallimard, 2004  (ISBN 9782070314751)